# 바위 위의 양치기

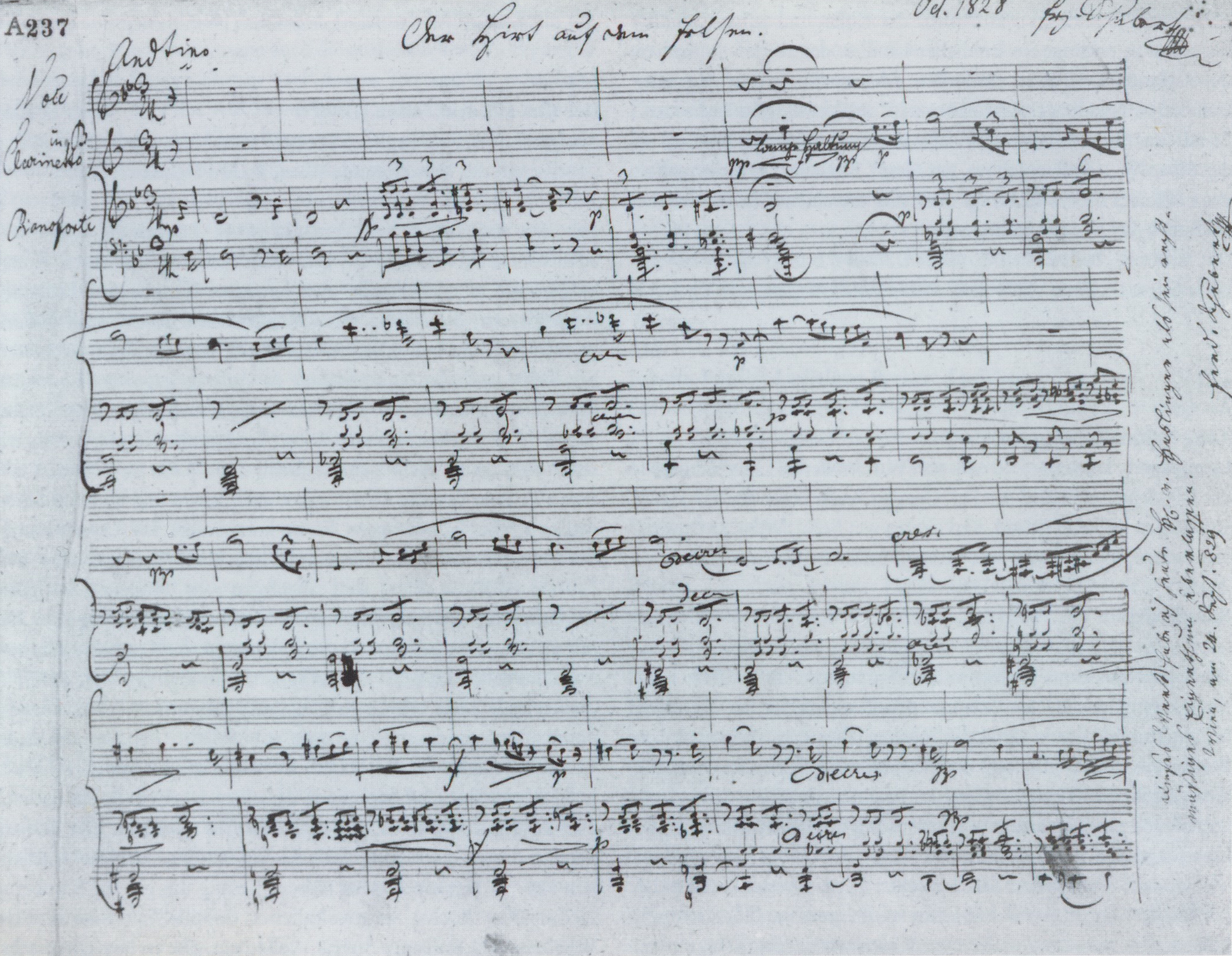
슈베르트의 사인 "바위 위의 양치기"

《바위 위의 목동》(Der Hirt auf dem Felsen), D. 965는 프란츠 슈베르트의 소프라노, 클라리넷, 피아노를 위한 가곡이다. 1828년 그의 생애 마지막 몇 달 동안 작곡되었다.